# Nola gorgoruensis
Nola gorgoruensis är en fjärilsart som beskrevs av Embrik Strand 1920. Nola gorgoruensis ingår i släktet Nola och familjen trågspinnare. Inga underarter finns listade i Catalogue of Life.